# Star Screen Award/Beste visuelle Effekte
Der Star Screen Best Special Effects Award ist eine Kategorie des indischen Filmpreises Star Screen Award.
Der Star Screen Best Special Effects Award wird von einer angesehenen Jury der Bollywoodfilmindustrie gewählt. Die Gewinner werden jedes Jahr im Januar bekanntgegeben.
Liste der Gewinner:
| Jahr | Film                    | Produzent                          |
| ---- | ----------------------- | ---------------------------------- |
| 1995 | kein Preis              | kein Preis                         |
| 1996 | kein Preis              | kein Preis                         |
| 1997 | kein Preis              | kein Preis                         |
| 1998 | kein Preis              | kein Preis                         |
| 1999 | kein Preis              | kein Preis                         |
| 2000 | Hum Dil De Chuke Sanam  | Ramesh Meer                        |
| 2001 | Raju Chacha             | Misha Gautam, Zameer Hussain       |
| 2002 | Dil Chahta Hai          | Ritesh Sidhwani (Beeps)            |
| 2003 | Agnivarsha              | Western Outdoor Advertising        |
| 2004 | Koi... Mil Gaya         | Digital Art Media                  |
| 2005 | Hum Tum                 | Pankaj Khandpur (Kathaa Animation) |
| 2006 | Vaah! Life Ho Toh Aisi! | Merzin Tavaria                     |
| 2007 | Krrish                  | Marc Kolbe & Craig Mumma           |
| 2008 | Om Shanti Om            | Red Chillies VFX                   |